# Кабо-Коррьентес (муниципалитет)
Кабо-Коррьентес (исп. Cabo Corrientes) — муниципалитет в Мексике, в штате Халиско, с административным центром в посёлке Эль-Туито. Численность населения, по данным переписи 2020 года, составила 10 940 человек.

## Общие сведения
Название муниципалитета было заимствовано у мыса Коррьентес на побережье Тихого океана.
Площадь муниципалитета равна 1543,4 км², что составляет 2 % от общей площади штата, а наиболее высоко расположенное поселение Провинсия находится на высоте 1140 метров.
Кабо-Коррьентес граничит с другими муниципалитетами штата Халиско: на северо-востоке с Пуэрто-Вальяртой, на востоке с Тальпа-де-Альенде, на юге с Томатланом, а на севере и на западе омывается водами Тихого океана.

## Учреждение и состав
Муниципалитет был образован указом от 18 марта 1944 года, который вступил в силу 1 апреля.
По данным 2020 года в его состав входит 129 населённых пунктов, самые крупные из которых:
| Код INEGI                  | Населённый пункт                                                                          | Численность населения (2005 год) | Численность населения (2010 год) | Численность населения (2020 год) |
| -------------------------- | ----------------------------------------------------------------------------------------- | -------------------------------- | -------------------------------- | -------------------------------- |
| 020                        | Всего                                                                                     | 9034                             | 10029                            | 10940                            |
| 0001                       | Эль-Туито (исп. El Tuito) 20°19′06″ с. ш. 105°19′26″ з. д. (административный центр)       | 2836                             | 3211                             | 3835                             |
| 0070                       | Елапа (исп. Yelapa) 20°29′14″ с. ш. 105°26′34″ з. д.                                      | 715                              | 727                              | 882                              |
| 0136                       | Льяно-де-лос-Лаурелес (исп. Llano de los Laureles) 20°18′32″ с. ш. 105°18′47″ з. д.       | 397                              | 526                              | 627                              |
| 0037                       | Лас-Хунтас-и-лос-Веранос (исп. Las Juntas y los Veranos) 20°28′47″ с. ш. 105°17′34″ з. д. | 517                              | 582                              | 537                              |
| 0062                       | Кимисто (исп. Quimixto) 20°30′11″ с. ш. 105°22′05″ з. д.                                  | 423                              | 370                              | 368                              |
| 0020                       | Чакала (исп. Chacala) 20°25′47″ с. ш. 105°28′07″ з. д.                                    | 307                              | 305                              | 348                              |
| —                          | Прочие                                                                                    | 3839                             | 4308                             | 4343                             |
| Названия на карте Генштаба |                                                                                           |                                  |                                  |                                  |

## Экономическая деятельность
По статистическим данным 2000 года, работоспособное население занято по секторам экономики в следующих пропорциях:
- сельское хозяйство, животноводство и рыбная ловля — 41,4 %;
- промышленность и строительство — 16,4 %;
- торговля, сферы услуг и туризма — 40,6 %;
- безработные — 1,6 %.

## Инфраструктура
По статистическим данным 2020 года, инфраструктура развита следующим образом:
- электрификация: 96,8 %;
- водоснабжение: 70,8 %;
- водоотведение: 95,6 %.